# Platino nativo
Il platino nativo è un minerale composto da platino, può contenere anche ferro e minori quantità di osmio, iridio, renio, palladio, oro e rame.

## Morfologia
Il platino nativo si rinviene generalmente in granuli dispersi in una matrice o in pepite irregolari, in masserelle in compattezza variabile a seconda del campione o in squamette.
I cristalli sono rari, di piccola dimensione di forma cubica e malformati o in masse dendritiche o sotto forma di pagliuzze o pepita.
Il minerale presenta geminatura secondo {111}.

## Origine e giacitura
L'origine del platino nella crosta terrestre avviene all'interno di rocce ignee mafiche ed ultramafiche in associazione con cromite ed olivina; si rinviene però più facilmente in depositi di tipo alluvionale (placers) dopo che la corrente ha spazzato via i corpi meno densi.

## Caratteristiche chimico-fisiche
- Magnetismo: debole naturale[3] a volte per presenza di forti impurezze di ferro[5]
- Il minerale è duttile[2] e malleabile[1][2]
- Insolubile negli acidi[2]
- Peso molecolare: 195.08 gm[3]
- Solubilità: in acqua regia[5][2]
- Punto di fusione: 1773 °C[5]
- Infusibile al cannello[2]
- Fluorescenza: assente[3]
- Densità di elettroni: 17,2 gm/cm³[3]
- Indici quantici[3]:
  - Fermioni: 0,33
  - Bosoni: 0,67
- Indici di fotoelettricità[3]:
  - PE: 1619,87 barn/elettrone
  - ρ: 27798.55 barn/cm³
- Indice di radioattività GRapi: 0 (il minerale non è radioattivo)[3]